# Improphantes furcabilis
Improphantes furcabilis là một loài nhện trong họ Linyphiidae.
Loài này thuộc chi Improphantes. Improphantes furcabilis được Jörg Wunderlich miêu tả năm 1987.